# Wabtec

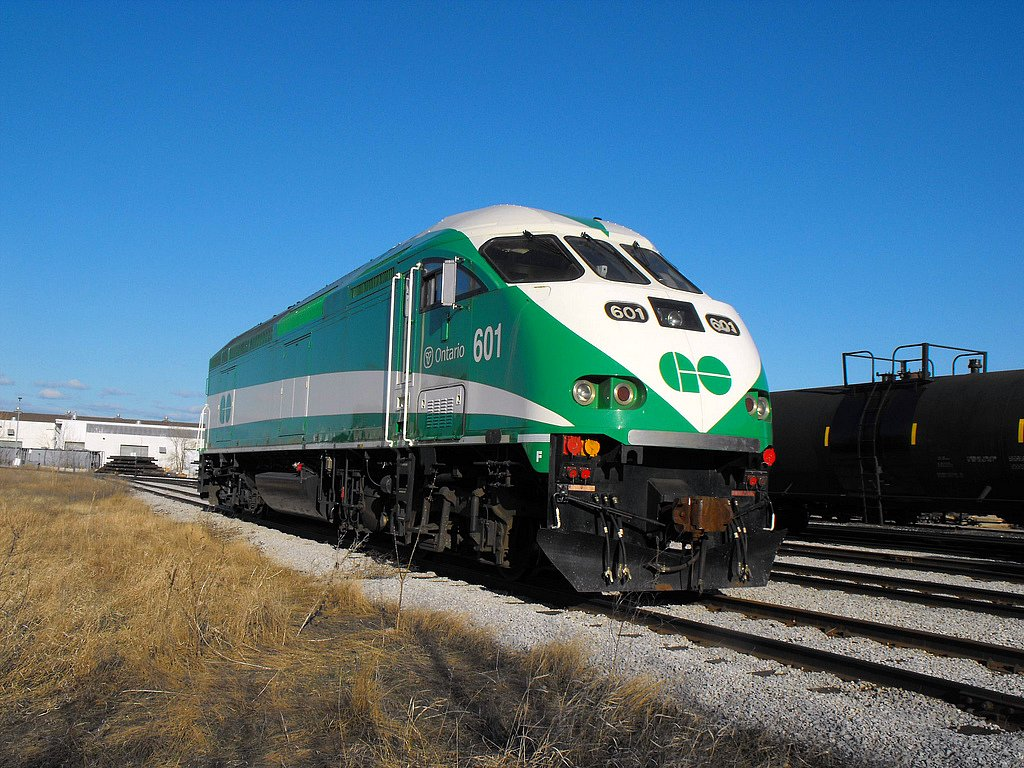
40PH-3C von GO Transit

Wabtec Corporation (Westinghouse Air Brake Technologies Corporation) ist ein US-amerikanisches Unternehmen, das im November 1999 aus der Fusion der Westinghouse Air Brake Company und MotivePower Industries entstand. Sitz des Unternehmens ist Wilmerding (Pennsylvania). Im Februar 2019 erfolgte die Fusion mit der Schienenfahrzeugsparte von General Electric.
Wabtec ist ein Hersteller von Lokomotiven, Druckluftbremsen, Zugbeeinflussungssystemen, sowie weiterer Komponenten für Schienenfahrzeuge. Weiter ist das Unternehmen im Bereich der Wartung, Überholung und Aufarbeitung von Lokomotiven tätig.

## Geschichte

### Vorgängerunternehmen

#### Westinghouse Air Brake Company
Westinghouse Air Brake Company wurde 1869 von George Westinghouse gegründet, um die von ihm entwickelte automatische Druckluftbremse zu bauen und zu vermarkten. 1990 löste sich die Schienenfahrzeugsparte (Railway Products Group) durch einen Management-Buy-out aus dem inzwischen zu American Standard Companies gehörenden Konzern. Unter dem alten Namen Westinghouse Air Brake Company entstand ein neues Unternehmen, das auch die Markenrechte an WABCO im Schienenfahrzeugbereich hält. 1995 ging das Unternehmen an die Börse.

#### MotivePower Industries
MotivePower Industries geht auf die in den 1970er Jahren begonnenen Aktivitäten von Morrison-Knudsen zurück. Das Unternehmen begann Lokomotiven aufzuarbeiten und zu remotorisieren. Dazu eröffnete es in Boise (Idaho) ein dafür geeignetes Werk. 1980 erwarb Morrison-Knudson von General Electric die ehemalige Erie-Lackawanna-Railroad-Werkstatt in Hornell (New York). Neun Jahre später wurde ein weiteres Werk in Mountaintop (Pennsylvania) eröffnet. Gleichzeitig erwarb das Unternehmen einige Zulieferunternehmen im Eisenbahnsektor, um die eigene Produktpalette zu erweitern und weitere Technologien anbieten zu können. 1993 wurde der Bahnbereich als eigenständiges Tochterunternehmen unter dem Namen Morrison Knudsen Rail Corporation, abgekürzt MK Rail, ausgegliedert. Im April 1994 wurden 35 % des Unternehmens an die Börse gebracht. 1995 ging der Mutterkonzern in Konkurs, in dessen Folge im Oktober 1996 die restlichen Unternehmensanteile von MK Rail an die Gläubigerbanken abgetreten wurden. Am 1. Januar 1997 wurde das Unternehmen in MotivePower Industries umbenannt. Die Lokwerkstatt in Boise wurde zum Tochterunternehmen Boise Locomotive Company und die Motorenabteilung wurde zur Engine Systems Company.

### Wabtec Corporation
Nach der Fusion expandiert Wabtec mit der Übernahme von mehreren im Eisenbahnbereich tätigen Unternehmen. So gelangen ab 2000 die folgenden Unternehmen zu Wabtec:
- Becorit – deutscher Bremsklotz- und Bremsbelaghersteller mit Firmensitz in Recklinghausen (2006)[2]
- Bach-Simpson – amerikanische Bahnelektronikhersteller (2010)[3]
- Brush Traction – englischer Lokomotivbauer (2011)[4]
- Mors Smitt – Relaishersteller (2012)[5]
- Fandstan Electric – englischer Muttergesellschaft der Stromabnehmer-Hersteller Stemmann, Brecknell-Willis und TransTech (2014)[6]
- Metalocaucho – Hersteller von Gummikomponenten für Schienenfahrzeuge
- Faiveley Transport – französischer Anbieter von Bahnsystemen und Dienstleistungen (2015)[7]
- Annax – deutscher Hersteller von Fahrgastinformationssystemen (FIS) für die Bahnindustrie mit Standorten in Deutschland, Schweiz und China  (2018)[8]

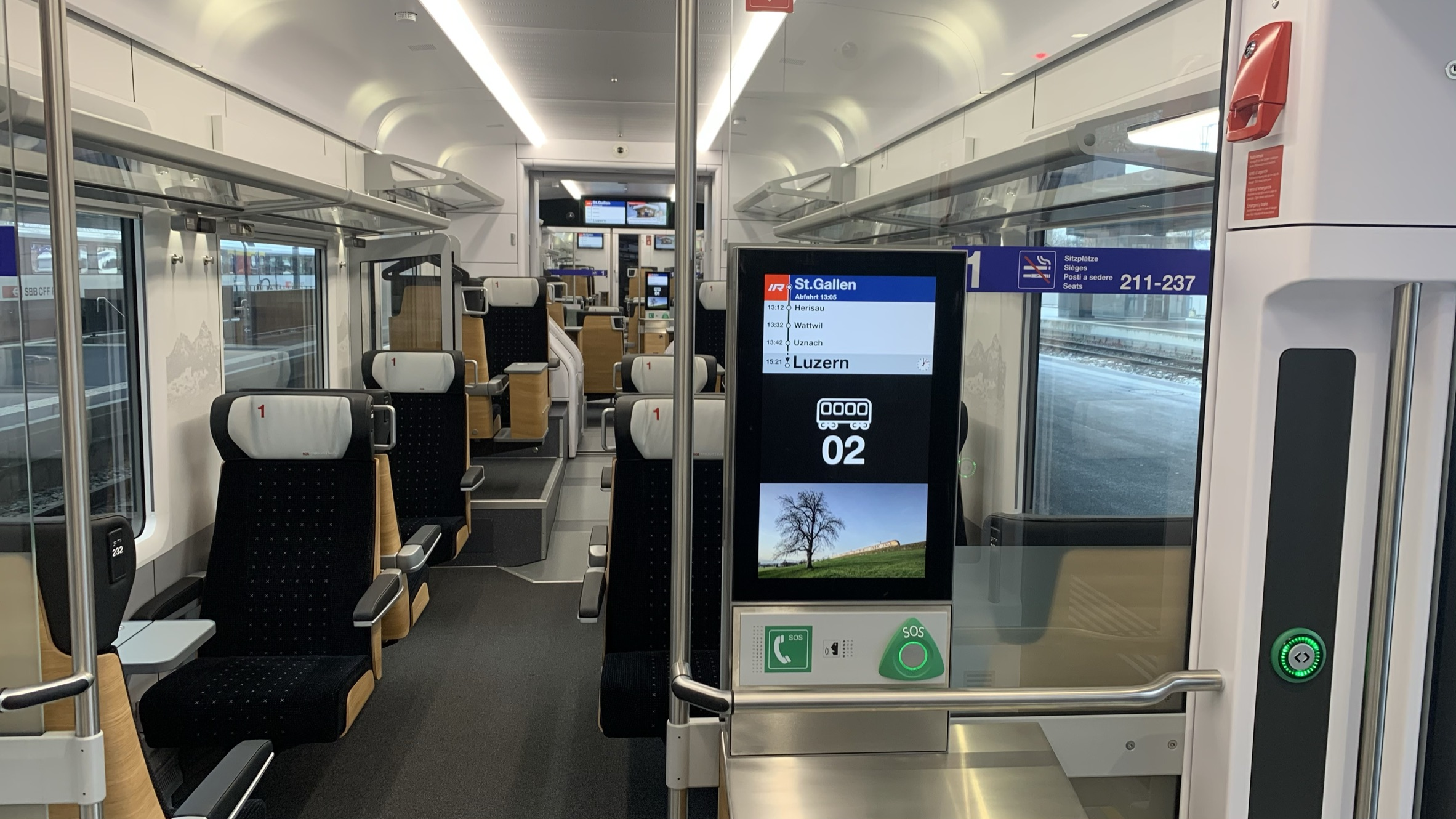
Modernes ANNAX-Fahrgastinformationssystem in einem SOB-Zug

Ebenso zur Wabtec-Gruppe gehört heute das Unternehmen Bergische Stahlindustrie in Remscheid, das u. a. die BSI-Kompaktkupplung herstellt.

### Fusion mit General Electric Transportation
Im Mai 2018 wurde die Fusion von Wabtec mit GE Transportation bekanntgegeben. Der Unternehmenszusammenschluss erfolgte zum 25. Februar 2019.
Am neuen Unternehmen, das weiterhin als Wabtec firmiert, sind die Alteigentümer von Wabtec mit 50,8 %, General Electric mit 24,9 % und die Aktionäre von GE mit 24,3 % beteiligt. Durch Wabtec wurden 2,9 Mrd. US-Dollar bezahlt. Bis zum Februar 2022 muss GE alle ihre Anteile verkauft haben.
Das Unternehmen wird in die zwei Sparten Freight (bisherige GE) und Transit gegliedert. Der Bereich Freight hat seinen Sitz in Chicago und wird von Rafael Santana geleitet und der Bereich Transit sitzt in Paris und wird von Raymond T. Betler geführt.

## Lokomotiven von MotivePower und der Vorgängerunternehmen
Die Lokomotiven von GE Transportation sind unter Liste der Lokomotiven von General Electric zu finden.
| Bezeichnung | Achsfolge | Leistung     | Baujahre  | Bemerkung                                                                                     |
| ----------- | --------- | ------------ | --------- | --------------------------------------------------------------------------------------------- |
| 1200G       | Bo'Bo'    | 880 kW       | 1993–1994 | Rangierlokomotive, Antrieb mit Flüssigerdgas                                                  |
| 1500D       | Bo'Bo'    | 1015–1030 kW | 1996–1999 | Rangierlokomotive, baugleich mit EMD GP15D                                                    |
| 2000D       | Bo'Bo'    | 1445 kW      | 1997–1999 | Rangierlokomotive, baugleich mit EMD GP20D                                                    |
| 2000C       | Co'Co'    | 1445 kW      | 1998      | Rangierlokomotive                                                                             |
| GP15        | Bo'Bo'    | 1500 hp      | 2004      | Rangierlokomotive, von Amtrak als GP15D bezeichnet                                            |
| 5000C       | Co'Co'    | 368 kW       | 1994–1995 | Güterzuglokomotive                                                                            |
| F40PH-2C    | Bo'Bo'    | 2205 kW      | 1991–1998 | Personenzuglokomotive                                                                         |
| F40PH-3C    | Bo'Bo'    | 2355 kW      | 1994–     | Personenzuglokomotive                                                                         |
| 14B         | Bo'Bo'    | 1030 kW      | 2010–     | Neuaufbau, GenSet-Lokomotiven                                                                 |
| 20B-3       | Bo'Bo'    | 1753 kW      | 2006–     | Neuaufbau auf EMD GP38, GP40 oder GP50, Motor nach Kundenwunsch; bei UP als MP20GP bezeichnet |
| 20C-3       | Co'Co'    | 1655 kW      | 2006–     | Neuaufbau auf EMD SD40 oder SD45, Motor nach Kundenwunsch                                     |
| 21B         | Bo'Bo'    | 1566 kW      | 2007–     | Neuaufbau, GenSet-Lokomotiven                                                                 |
| 33C         | Co'Co'    | 2460 kW      | 2012–     | Güterzuglokomotive, Export                                                                    |
| 36PH-3C     | Bo'Bo'    | 2650 kW      | 2002–2004 | Personenzuglokomotive, „MPXpress“                                                             |
| 36PH-3S     | Bo'Bo'    | 2650 kW      | 2003–     | Personenzuglokomotive, „MPXpress“                                                             |
| 40PH-3C     | Bo'Bo'    | 2940 kW      | 2007–     | Personenzuglokomotive, „MPXpress“                                                             |
| 8AC-3       | Bo'Bo'    | 1087 kW      | 2012–2013 | 28 Lokomotiven für New York City Subway als MTA R156                                          |
| HSP46       | Bo'Bo'    | 3500 kW      | 2013–     |                                                                                               |
| 54AC        | Bo'Bo'    | 4026 kW      | 2016–     | mit Cummins QSK60, Abgasanforderungen Tier-4                                                  |

## Unternehmensleitung
Präsidenten und Chief Executive Officer der Westinghouse Air Brake Company/Wabtec Corporation
- 9. März 1990 – Februar 2001: William E. Kassling (bis Februar 1998 auch Präsident)
- Februar 1998 – Mai 2004: Gregory T. H. Davies (ab Februar 2001 Präsident und CEO)
- Mai 2004 – 31. Januar 2006: William E. Kassling
- 1. Februar 2006 – Mai 2014: Albert J. Neupaver (bis Mai 2013 auch Präsident)
- Mai 2013 – 30. Juni 2019: Raymond T. Betler (ab Mai 2014 Präsident und CEO)
- ab 1. Juli 2019: Rafael Santana

Chairman of the Board
- 9. März 1990-Mai 2013: William E. Kassling
- seit Mai 2013: Albert J. Naupaver (ab 14. Mai 2014: Executive Chairman)